# 사트바
사트바(산스크리트어: सत्त्व)는 힌두 철학의 삼키아 학파에서 이해하는 철학적 및 심리적 개념인 세 가지 구나 또는 "존재 방식"(경향, 자질, 속성) 중 하나이다. 다른 두 가지 특성은 라자스(열정과 활동)와 타마스(파괴, 혼돈)이다. 사트바는 다르마와 즈냐나(지식)로 이끌리는 선함, 순수함, 긍정성, 진실, 평온, 균형, 평화 및 미덕의 특성이다.

## 힌두교
삼키아 철학에서 구나는 사트바, 라자스, 타마스의 세 가지 "경향, 특성" 중 하나이다. 이 특성 범주는 행동과 자연 현상을 분류하기 위해 다양한 힌두교 학파에서 널리 채택되었다. 세 가지 특성은 다음과 같다.
- 사트바는 균형, 조화, 선함, 순수함, 보편화, 전체론적, 건설적, 창의적, 건물, 긍정적인 태도, 빛나는, 평온, 존재, 평화, 고결함의 품질이다.[3][4]
- 라자스는 열정, 활동의 특성이며 좋지도 나쁘지도 않으며 때로는 자기 중심적이며 이기적이며 개별화되고 주도적이며 감동적이며 역동적이다.[5][6]
- 타마스는 불균형, 무질서, 혼돈, 불안, 불순, 파괴, 망상, 부정, 무디거나 비활성, 무관심, 관성 또는 무기력, 폭력적, 사악함, 무지의 특성이다.[7]

인도 철학에서 이러한 자질은 양자택일 방식으로 존재하는 것으로 간주되지 않는다. 오히려 모든 사람과 만물은 서로 다른 비율과 서로 다른 맥락에서만 세 가지를 모두 가지고 있다. 살아있는 존재나 물질은 이 세 가지 특성의 공동 효과의 최종 결과로 간주된다.
삼키아 학파에 따르면 순전히 사트바적, 라자스적 또는 타마스적인 사람은 없다. 사람의 본성과 행동은 이 모든 것의 복잡한 상호 작용이며, 각 구나는 다양한 정도이다. 일부에서는 행위가 사트바적 구나의 상당한 영향을 받는 라자스적이고, 일부에서는 타마스적 구나의 상당한 영향을 받는 라자스적이다.

## 불교
팔리어로 사트바, 또는 사타는 보디사트바와 같은 불교 문헌에서 찾을 수 있다. 불교에서 사트바는 "살아있는 존재, 생물, 사람 또는 중생"을 의미한다.
- 사트 (산스크리트어)
- 사트바 다이어트
- 사트야
- 중생
- 비드야 (철학)

## 같이 보기
- 사트야
- 중생 (불교)

## 추가 자료
- Wayman, Alex (1962). “Buddhist dependent Origination and the Samkhya Gunas”. 《Ethnos》 27 (1-4): 14–22. doi:10.1080/00141844.1962.9980914.